# Décès en 1117
Décès
- 1113
- 1114
- 1115
- 1116
- 1117
- 1118
- 1119
- 1120
- 1121

Cette page dresse une liste de personnalités mortes au cours de l'année 1117 :
- 14 février[1] : Bertrade de Montfort, comtesse d'Anjou et reine des Francs.
- 16 avril : Magnus Erlendsson, comte des Orcades et saint catholique.
- 15 juillet : Anselme de Laon, philosophe et théologien français.
- 6 août : Pietro Grossolano, ou Pierre Grossolanus, Pierre Grossolan, évêque de Savone (élu en 1098), puis archevêque de Milan.

- Abu'l-Fath Yusuf (en), vizir Ghaznévide.
- Dampa Sangye,  maître bouddhiste dit mahasiddha, originaire du sud de l'Inde.
- Adam de Ireys (en), chevalier ayant participé à la première croisade.
- Bernard de Tiron, appelé aussi Bernard de Ponthieu, Saint-Bernard de Ponthieu ou Saint-Bernard d'Abbeville, ermite qui édifie, en 1109, dans le Perche, l'abbaye de la Sainte-Trinité de Tiron.
- Gilbert de Clare, ou Gilbert Fitz Richard, Gilbert de Tonbridge, baron anglo et cambro-normand, lord de Clare et de Tonbridge, puis de Cardigan (Pays de Galles).
- Gilbert Crispin, moine anglo-normand, abbé de Westminster.
- Danxia Zichun (en), moine bouddhiste chinois.
- Diarmait mac Énnai Mac Murchada, roi de Leinster et de Dublin.
- Faritius (en), moine bénédictin italien, abbé d'Abingdon et médecin.
- Héribrand II de Hierges, seigneur de Hierges.
- Philippe de Toulouse, ou Philippa de Toulouse, duchesse d’Aquitaine.
- Qarin III (en), roi des Bawandides.
- Ragnhild, reine de Suède.
- Robert de Limesey (en), évêque de Chester puis de Coventry.
- Ỷ Lan (en), impératrice vietnamienne.

date incertaine (vers 1117)
- Pietro Modoliense, cardinal italien.
- Li Zhiyi (en), poète chinois.

## Crédit d'auteurs
- Cet article est partiellement ou en totalité issu de l'article intitulé « 1117 » (voir la liste des auteurs).